# Ривердейл (тауншип, Миннесота)
Ривердейл (англ. Riverdale) — тауншип в округе Уотонуан, Миннесота, США. На 2000 год его население составило 338 человек.

## География
По данным Бюро переписи населения США площадь тауншипа составляет 100,7 км², из которых 100,6 км² занимает суша, а 0,1 км² — вода (0,08 %).

## Демография
По данным переписи населения 2000 года здесь находились 338 человек, 126 домохозяйств и 96 семей.  Плотность населения —  3,4 чел./км².  На территории тауншипа расположено 130 построек со средней плотностью 1,3 построек на один квадратный километр. Расовый состав населения: 96,45 % белых, 0,59 % азиатов, 2,96 % — других рас США. Испанцы или латиноамериканцы любой расы составляли 3,85 % от популяции тауншипа.
Из 126 домохозяйств в 33,3 % воспитывались дети до 18 лет, в 63,5 % проживали супружеские пары, в 4,8 % проживали незамужние женщины и в 23,8 % домохозяйств проживали несемейные люди. 16,7 % домохозяйств состояли из одного человека, при том 9,5 % из — одиноких пожилых людей старше 65 лет. Средний размер домохозяйства — 2,68, а семьи — 3,09 человека.
26,9 % населения — младше 18 лет, 4,7 % — в возрасте от 18 до 24 лет, 25,1 % — от 25 до 44, 26,6 % — от 45 до 64, и 16,6 % — старше 65 лет. Средний возраст — 42 года. На каждые 100 женщин приходилось 109,9 мужчин.  На каждые 100 женщин старше 18 приходилось 120,5 мужчин.
Средний годовой доход домохозяйства составлял 44 423 доллара, а средний годовой доход семьи —  50 000 долларов. Средний доход мужчин —  32 500  долларов, в то время как у женщин — 18 750. Доход на душу населения составил 20 099 долларов. За чертой бедности находились 4,2 % семей и 6,8 % всего населения тауншипа, из которых 9,3 % младше 18 и 9,3 % старше 65 лет.